# Перничка област
Перничка област (буг. Област Перник) се налази у западном делу Бугарске. Ова област заузима површину од 2,390 km² и има 149.832 становника. Административни центар Перничке области је град Перник.

## Списак насељених места у Перничкој области
Градови су подебљани

### Општина Брезник
Арзан,
Бабица,
Баните,
Бегуновци,
Билинци,
Брезник,
Брезнишки Извор,
Брусник,
Велковци,
Видрица,
Гигинци,
Гоз,
Горна Секирна,
Горни Романци,
Режанци,
Гарло,
Долна Секирна,
Долни Романци,
Душинци,
Завала,
Кошарево,
Красава,
Кривонос,
Конска,
Муртинци,
Непразненци,
Ноевци,
Озарновци,
Ребар,
Ражавец,
Садовик,
Слаковци,
Сопица,
Стањовци,
Јарославци

### Општина Земен
Беренде,
Блатешница,
Врања Стена,
Габровдол,
Горна Врабча,
Горна Глоговица,
Дивља,
Долна Врабча,
Еловдол,
Жабљано,
Земен,
Калотинци,
Мурено,
Одраница,
Падине,
Пештера ,
Рајанци,
Смиров Дол,
Чепино

### Општина Ковачевци
Егалница,
Калиште,
Ковачевци,
Косача,
Лобош,
Ракиловци,
Светља,
Сириштник,
Слатино

### Општина Перник
Богдановдол,
Боснек,
Вискјар,
Витановци,
Големо Бучино,
Дивотино,
Драгичево,
Зидарци,
Кладница,
Кралев Дол,
Лесковец,
Љулин,
Мештица,
Перник,
Планиница,
Радуј,
Расник,
Рударци,
Селиштен Дол,
Студена,
Батановци,
Чујпетлово,
Черна гора,
Јарџиловци

### Општина Радомир
Бајкалско,
Беланица,
Бобораци,
Борнарево,
Владимир,
Горна Дикања,
Галабник,
Дебели Лаг,
Долна Дикања,
Долни Раковец,
Драгомирово,
Дрен,
Друган,
Жедна,
Житуша,
Извор,
Касилаг,
Кондофреј,
Копаница,
Кленовик,
Кошарите,
Негованци,
Николаево,
Поцрненци,
Прибој,
Радибош,
Радомир,
Старо Село,
Стефаново,
Угљарци,
Червена Могила,
Чуковец

### Општина Трн
Банкја,
Бераинци,
Богојна,
Бохова,
Бусинци,
Бутроинци,
Велиново,
Видрар,
Врапча,
Вукан,
Главановци,
Глоговица,
Горна Мелна,
Горочевци,
Џинчовци,
Докјовци,
Долна Мелна,
Далга Лука,
Ездимирци,
Еловица,
Ерул,
Забел,
Зелениград,
Кожинци,
Костуринци,
Кашле,
Лева Река,
Лешниковци,
Ломница,
Љалинци,
Милкјовци,
Милославци,
Мракетинци,
Мрамор,
Насалевци,
Неделково,
Парамун,
Пенкјовци,
Проданча,
Радово,
Рани Луг,
Рејановци,
Слишовци,
Стајчовци,
Стрезимировци,
Студен извор,
Трн,
Туроковци,
Филиповци,
Цегриловци,
Шипковица,
Јарловци